# Lycée Celia Viñas
Le bâtiment du lycée Celia Viñas est un bâtiment datant du premier quart du XXe siècle, situé dans la ville d'Almería en Espagne.

## Histoire
À l'origine, le bâtiment destiné à l'École Supérieure d'Arts Industriels devait être construit sur un site délimité en 1908 à côté de la Rambla de Belén à Almería, selon le projet de Trinidad Cuartara. Cependant, le bâtiment actuel est le résultat d'un concours d'État remporté par l'architecte Joaquín Rojí López-Calvo, qui a actualisé le projet en 1919, ne le mettant en œuvre qu'en 1923. Les travaux ne seront complètement achevés qu'au début des années 1930.
En 1951, l'école est devenue un lycée, échangeant ses fonctions avec l'école des arts appliqués et des métiers artistiques. Pendant plus d'une décennie, le lycée a été mixte jusqu'en 1966, date à laquelle le lycée Nicolás Salmerón a été inauguré dans le quartier Zapillo.
Le lycée a été un centre culturel de la capitale, puisqu'il abritait une importante bibliothèque et deux salles d'exposition qui ont donné naissance au futur musée d'Almería.

## Description
Son style s'inscrit dans l'historicisme néo-académique de l'époque, dans sa variante monumentaliste et nationaliste et l'utilisation d'éléments classiques caractéristiques : des pilastres géants, un puissant soubassement de bossages en pierres de taille isodomes, un portail dorique et une galerie d'ouvertures avec de grands vitraux et un escalier monumental. 
La composition est symétrique et régulière, les salles de classe étant organisées autour d'une cour intérieure qui apporte de la lumière. Les pilastres extérieurs donnent à la façade un aspect caractéristique de grillage.

## Curiosités
Le lycée a accueilli des personnalités telles que Celia Viñas, Agustín Gómez Arcos, Florentino Castro Guisasola et Antonio González Garbín, et ses archives sont le témoin du passage de Nicolás Salmerón, Federico García Lorca et Francisco Villaespesa.

## Galerie

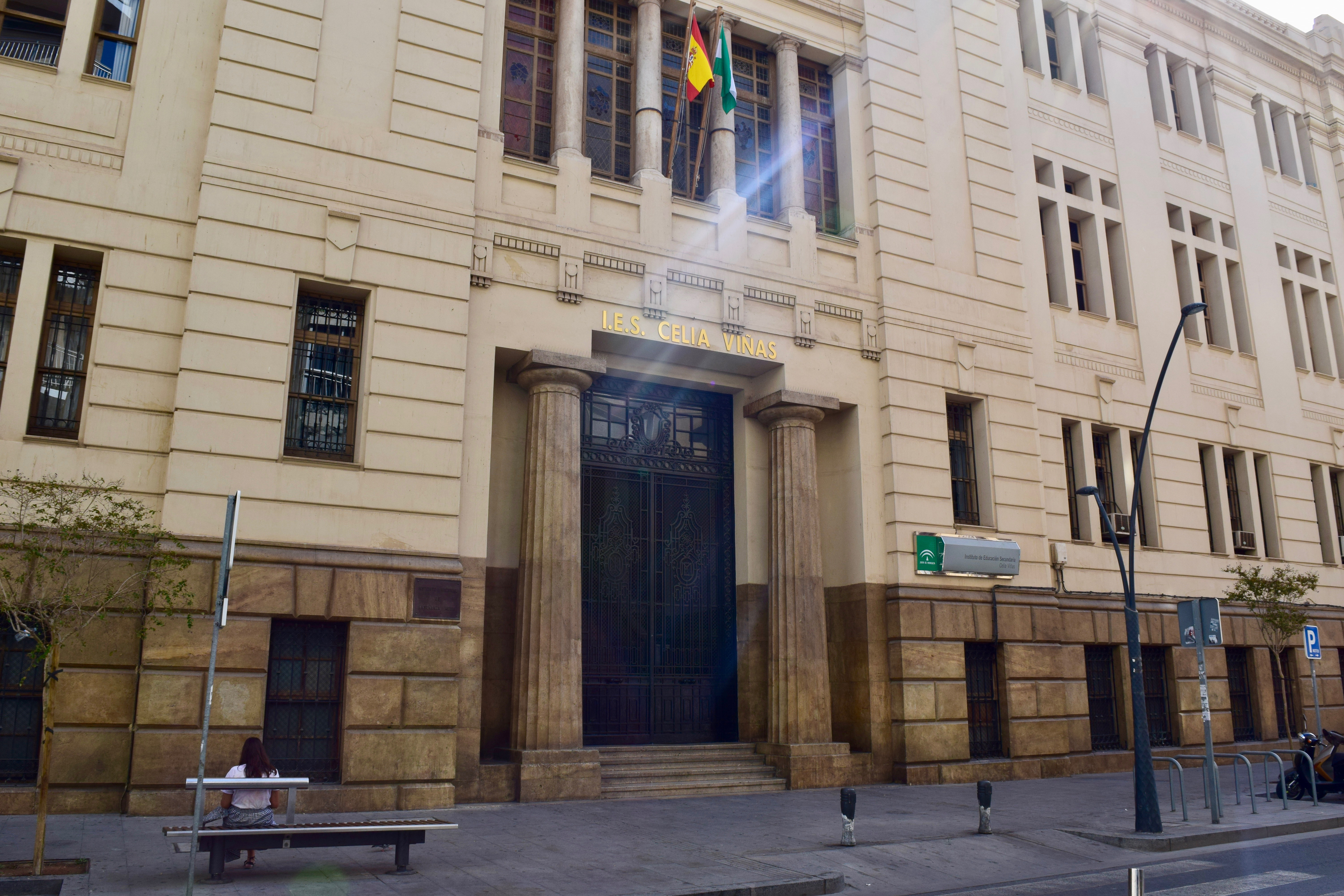
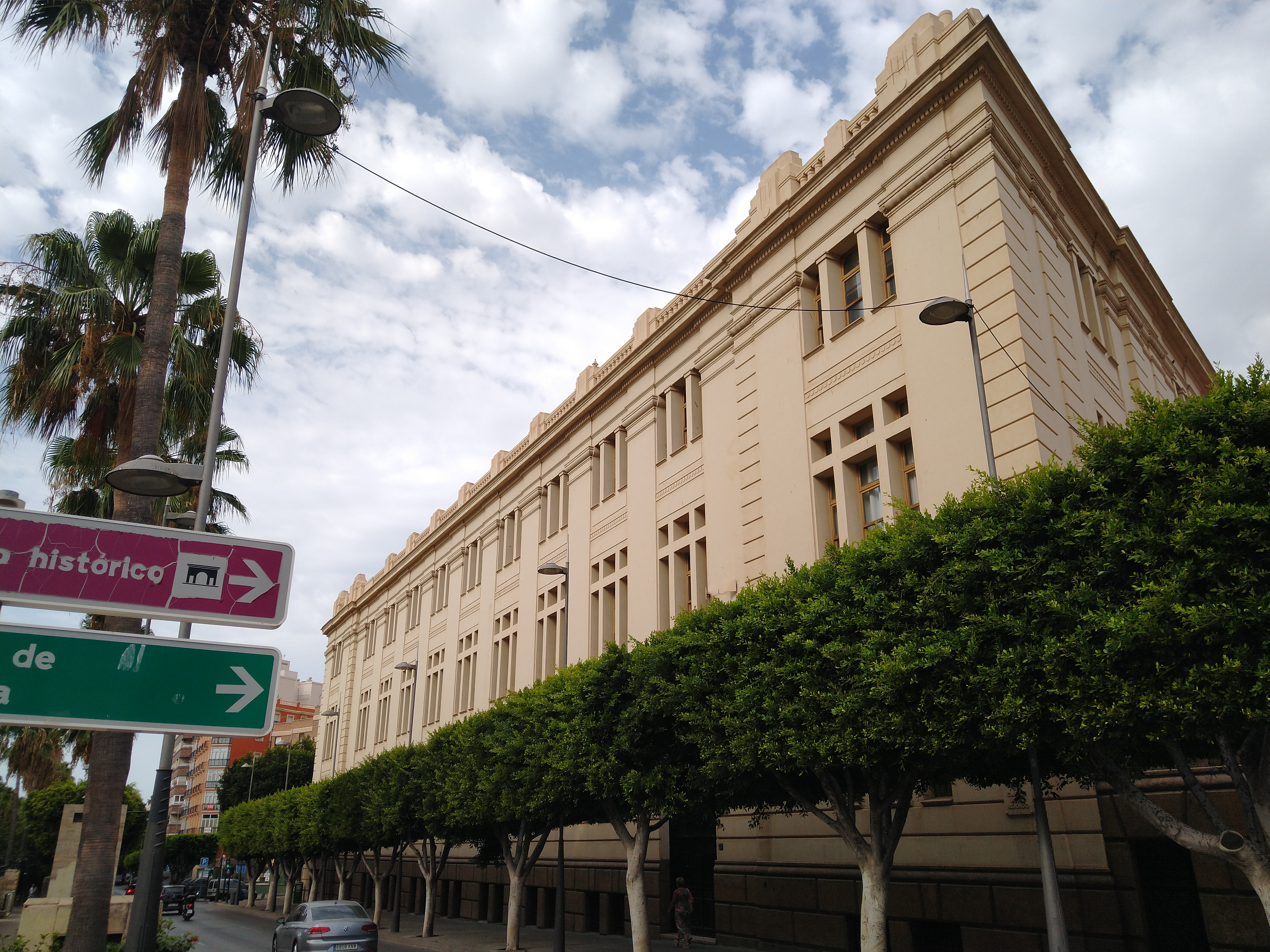
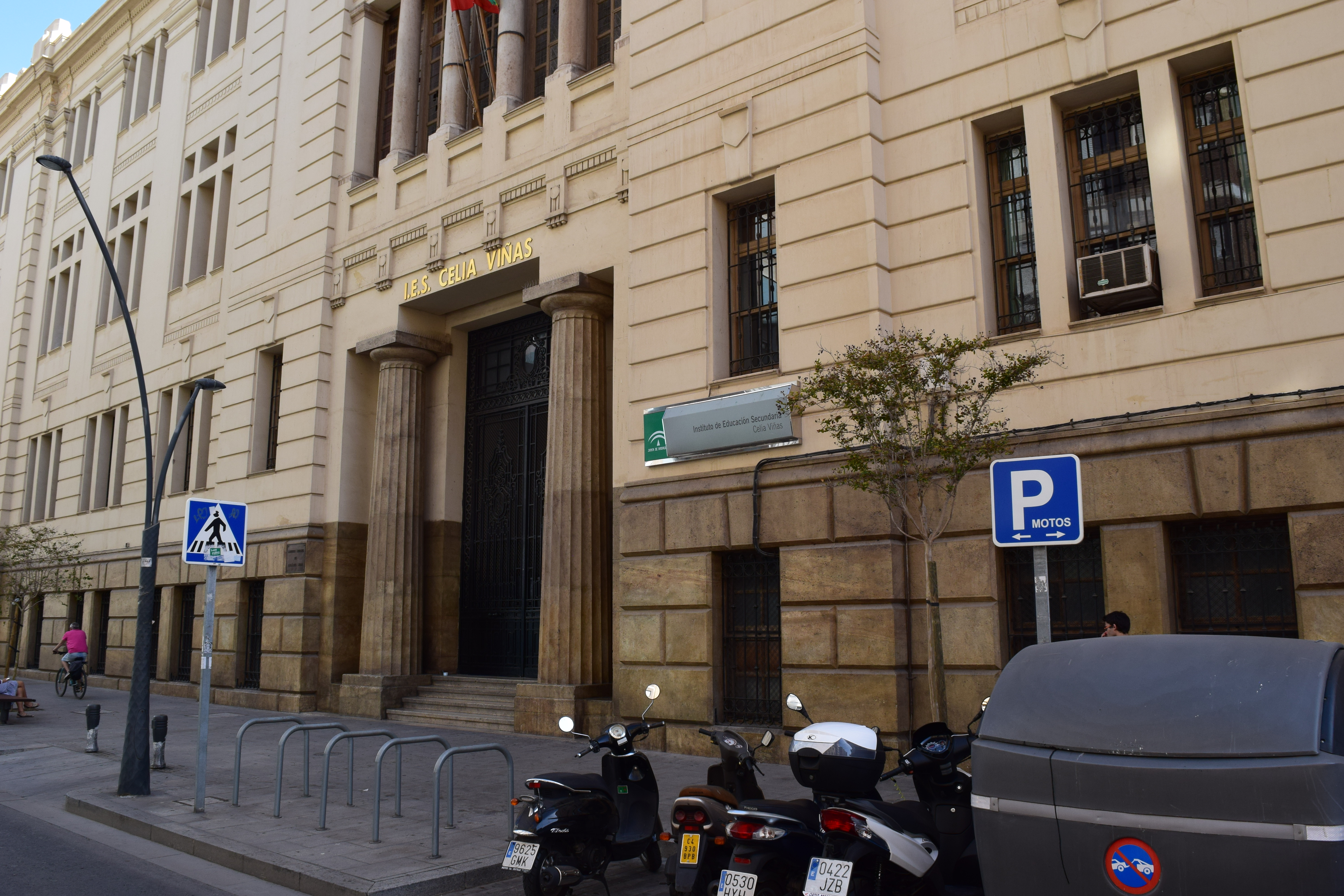
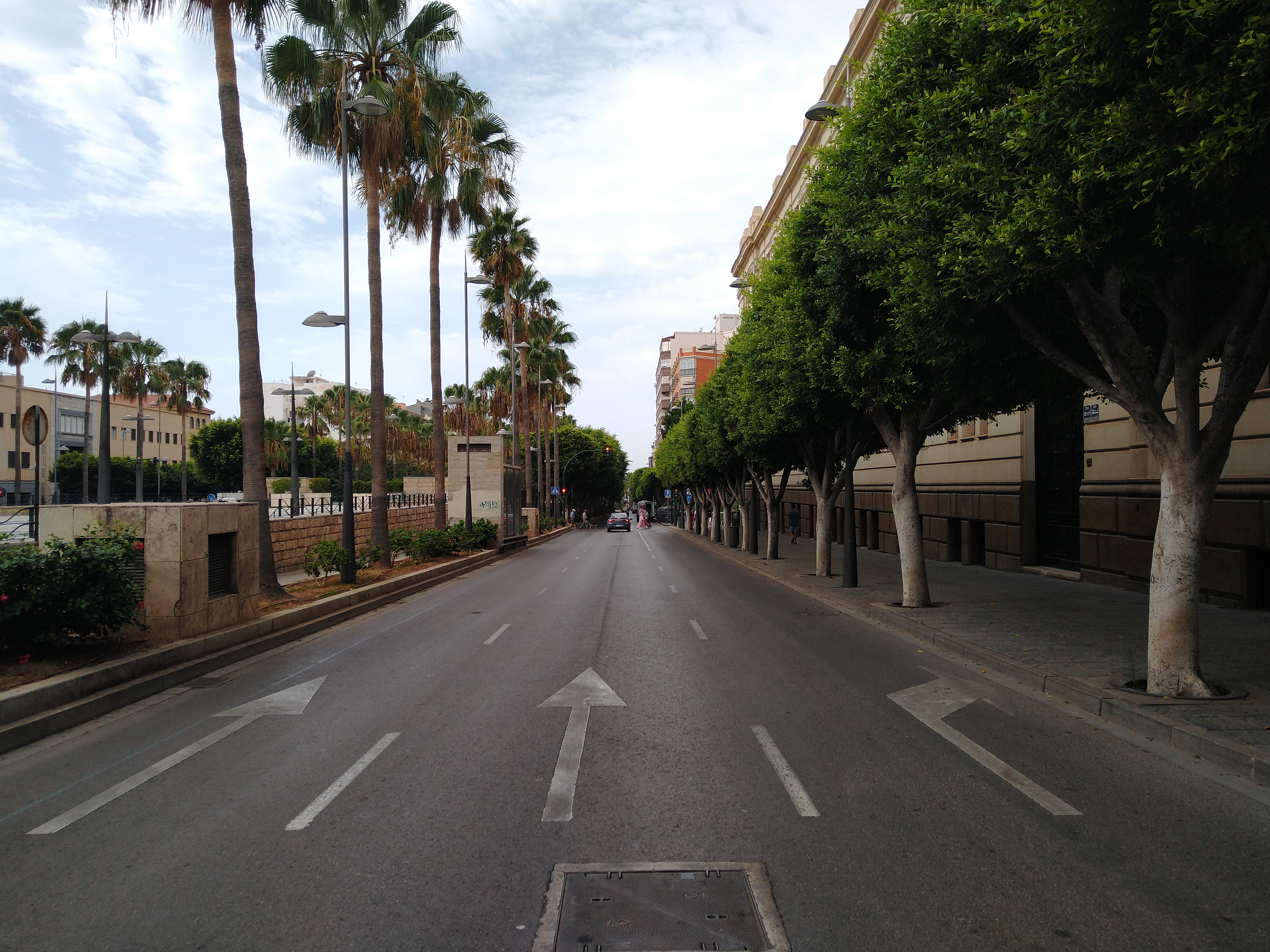
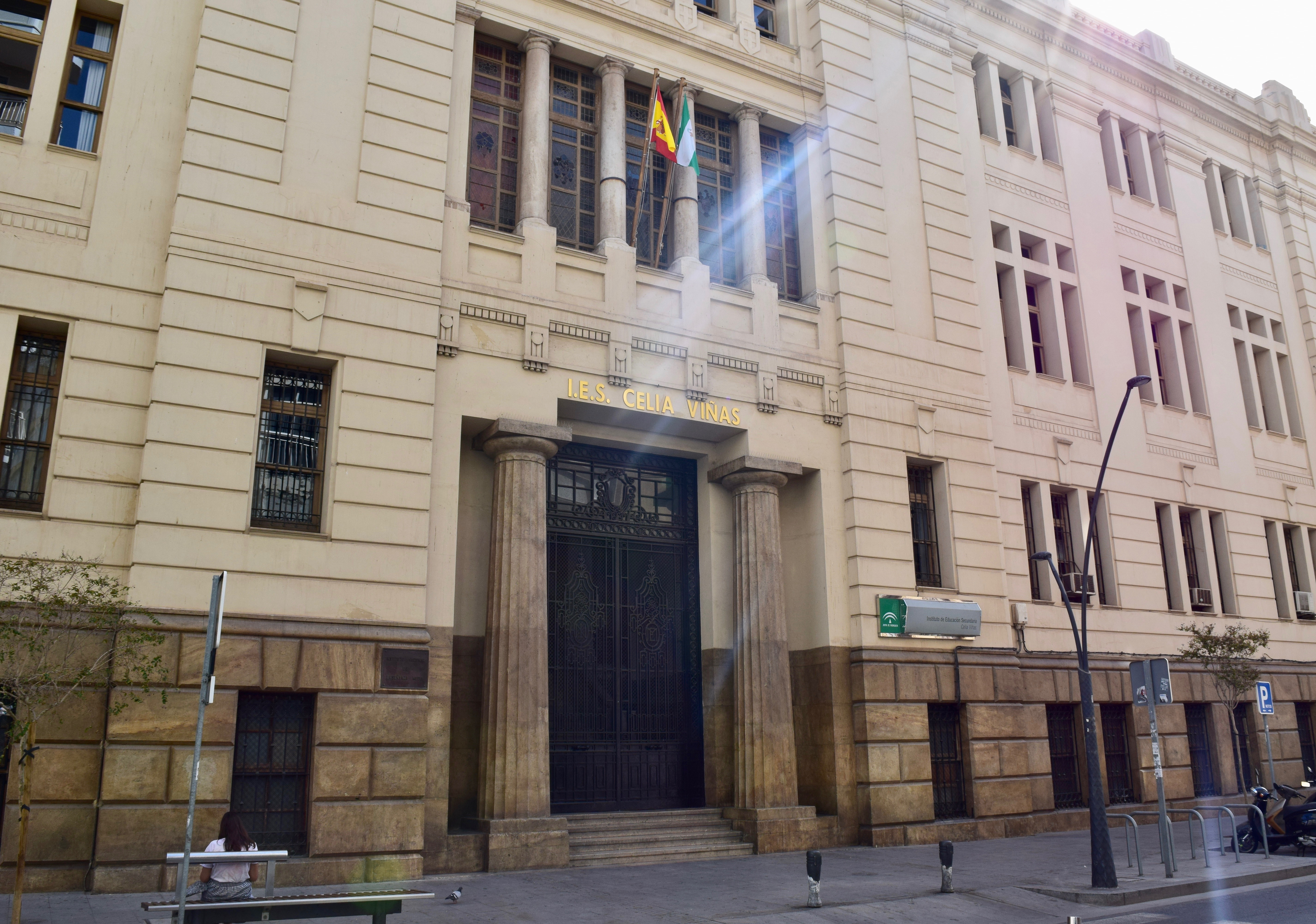